# Colle della Croce
De Colle della Croce of Col Lacroix is een bergpas in de Cottische Alpen op de grens van Italië en Frankrijk. De pas verbindt de Queyras in het westen met het Italiaanse Val Pellice in het oosten. De pas is enkel toegankelijk voor voetgangers; over de pas is nooit aan weg aangelegd. Het is de laagste pas die de Queyras met Italië verbindt. Met zijn 2298 meter hoogte is de pas een stuk lager dan de Agnelpas, waarover wel een weg werd aangelegd. Aan de Franse zijde start de klim in het dorp La Montà, aan de Italiaanse zijde start de klim in het dorp Villanova.
De pas is enkel toegankelijk voor voetgangers. De wandelroute GRP Tour du Pain de Sucre passeert over de pas.
Aan de Italiaanse zijde staat de berghut  rifugio Willy Jervis op een hoogte van 1.732 meter. Aan de Franse zijde werd onder Napoleon III, een zogeheten "refuge Napoléon" gebouwd net onder de col in 1857-1858. Deze werd vernield tijdens de Tweede Wereldoorlog.